# FC Mariekerke

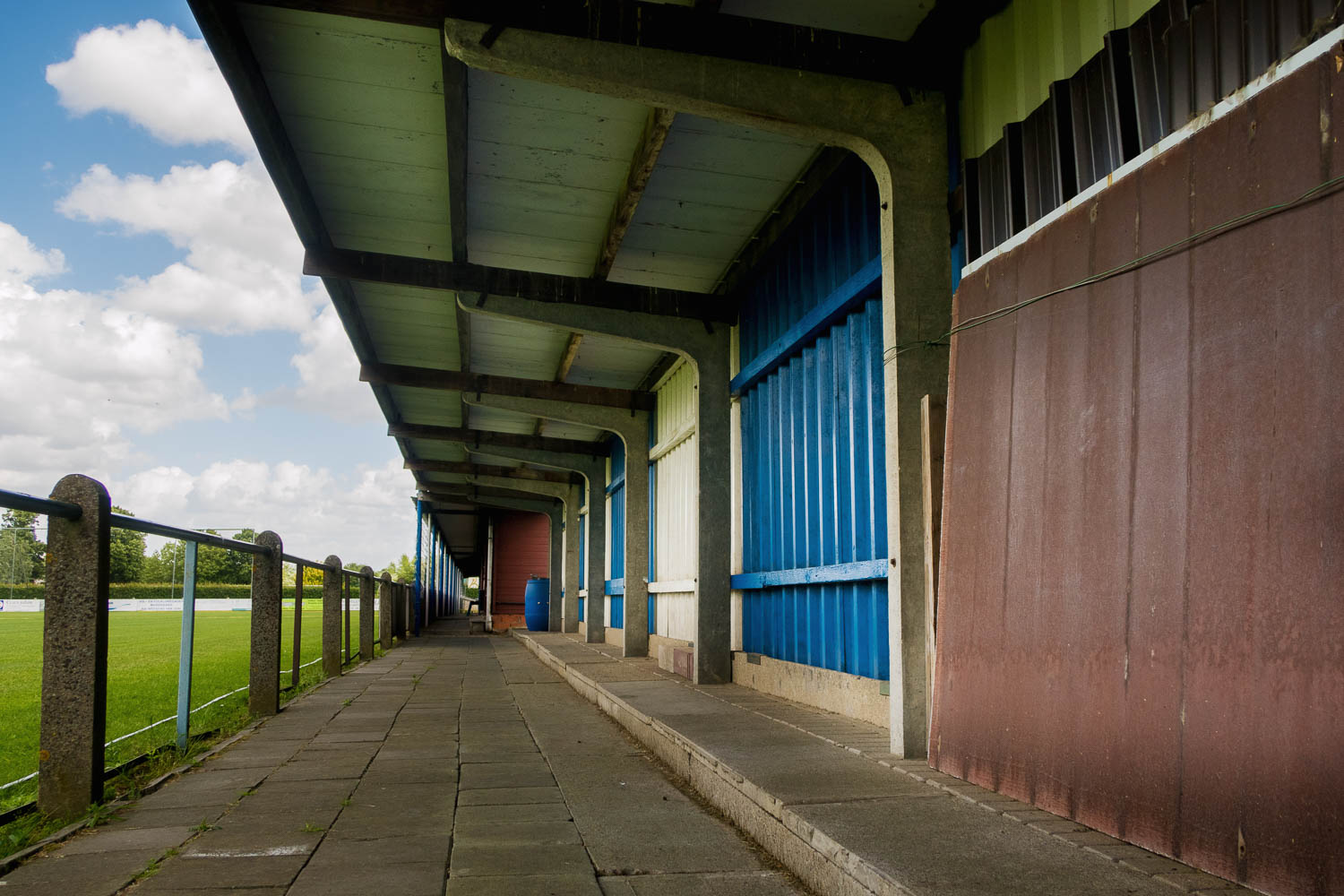
Thuisbasis van FC Mariekerke.

FC Mariekerke is een Belgische voetbalclub uit Mariekerke. De club is aangesloten bij de KBVB met stamnummer 5719 en heeft blauw en wit als kleuren.

## Geschiedenis
De club sloot zich in 1954 aan bij de Belgische Voetbalbond, waar men stamnummer 5719 kreeg toegekend. Mariekerke ging van start in de provinciale reeksen, waar het de volgende halve eeuw bleef spelen.
De club bleef er afwisselende resultaten halen in de verschillende reeksen. Zo zakte men in 1996 terug naar Vierde Provinciale, het allerlaagste niveau. Mariekerke haalde er echter meteen de titel, en stootte het volgend seizoen zelfs meteen door naar Tweede Provinciale, waar men het volgend decennium bleef spelen. In 2007 zakte men nog eens terug naar Derde Provinciale, maar Mariekerke zou snel terugkeren en meteen een snelle opmars maken. In Derde Provinciale werd men immers na een jaar al kampioen en twee jaar later herhaalde men dit in Tweede Provinciale en zo bereikte men in 2010 voor het eerst het hoogste provinciale niveau. Hoewel Mariekerke een nieuwkomer was, was de club er meteen een van de favorieten. Men werd er uiteindelijk dat eerste seizoen derde, haalde de eindronde en bereikte er de finale. Zowel de heen- als terugwedstrijd eindigden er op 0-0 tegen KFCO Wilrijk, maar Mariekerke won de penaltyreeks met 2-3. In 2011 promoveerde de club zo voor het eerst in haar bestaan naar de nationale bevorderingsreeksen.
In 2020 ging de ploeg een fusie aan met KV Scheldezonen Branst met behoud van stamnummer 5719, en met als nieuwe naam FCS Mariekerke-Branst.

## Resultaten
| Seizoen | Klasse | Klasse | Klasse | Klasse | Klasse | Klasse | Klasse | Klasse | Klasse | Reeks                                                    | Punten                                                   | Opmerkingen                                              |
|         | I      | I      | II     | III    | IV     | P.I    | P.II   | P.III  | P.IV   |                                                          |                                                          |                                                          |
| ------- | ------ | ------ | ------ | ------ | ------ | ------ | ------ | ------ | ------ | -------------------------------------------------------- | -------------------------------------------------------- | -------------------------------------------------------- |
| 2003/04 |        |        |        |        |        |        | 3      |        |        | Tweede prov. Antw                                        | 51                                                       |                                                          |
| 2004/05 |        |        |        |        |        |        | 6      |        |        | Tweede prov. Antw                                        | 46                                                       |                                                          |
| 2005/06 |        |        |        |        |        |        | 4      |        |        | Tweede prov. Antw                                        | 53                                                       |                                                          |
| 2006/07 |        |        |        |        |        |        | 13     |        |        | Tweede prov. Antw                                        | 35                                                       |                                                          |
| 2007/08 |        |        |        |        |        |        |        | 1      |        | Derde prov. Antw                                         | 70                                                       |                                                          |
| 2008/09 |        |        |        |        |        |        | 11     |        |        | Tweede prov. Antw                                        | 36                                                       |                                                          |
| 2009/10 |        |        |        |        |        |        | 1      |        |        | Tweede prov. Antw                                        | 66                                                       |                                                          |
| 2010/11 |        |        |        |        |        | 3      |        |        |        | Eerste prov. Antw                                        | 51                                                       | Promotie via eindronde                                   |
| 2011/12 |        |        |        |        | 15     |        |        |        |        | Vierde klasse B                                          | 26                                                       |                                                          |
| 2012/13 |        |        |        |        |        | 3      |        |        |        | Eerste prov. Antw                                        | 54                                                       |                                                          |
| 2013/14 |        |        |        |        |        | 6      |        |        |        | Eerste prov. Antw                                        | 43                                                       |                                                          |
| 2014/15 |        |        |        |        |        | 8      |        |        |        | Eerste prov. Antw                                        | 40                                                       |                                                          |
| 2015/16 |        |        |        |        |        | 2      |        |        |        | Eerste prov. Antw                                        | 61                                                       |                                                          |
|         | 1A     | 1B     | 1Am    | 2Am    | 3Am    | P.I    | P.II   | P.III  | P.IV   | Vanaf 2016-17 zijn er 3 nationale en 2 regionale niveaus | Vanaf 2016-17 zijn er 3 nationale en 2 regionale niveaus | Vanaf 2016-17 zijn er 3 nationale en 2 regionale niveaus |
| 2016/17 |        |        |        |        | 7      |        |        |        |        | Derde klasse Am.                                         | 39                                                       |                                                          |
| 2017/18 |        |        |        |        | 15     |        |        |        |        | Derde klasse Am.                                         | 26                                                       |                                                          |
| 2018/19 |        |        |        |        |        | 11     |        |        |        | Eerste prov. Antw                                        | 39                                                       |                                                          |
| 2019/20 |        |        |        |        |        |        |        |        |        | Tweede prov. Antw                                        |                                                          |                                                          |

## Bekende (oud-)spelers
- Karim Bachar
- Kris Mampaey
- Cliff Mardulier
- Bart Van den Eede
- Hervé Onana